# 埃默里克 (內布拉斯加州)
埃默里克（英語：Emerick）是位於美國內布拉斯加州麥迪遜縣的非建制地區。

## 歷史
埃默里克的郵局於1873年設立，其後於1920年停運。

## 地理
埃默里克所處的海拔為高於海平面546米（即1791英呎），而該地所採用的時區為UTC-6，即北美中部时区（CST）。同時該地設有夏令時間，為UTC-6調快一小時，即UTC-5（CDT）。